# Paul Otto (Politiker)
Paul Otto (* 21. Mai 1903 in Ulm; † 24. Januar 1979 in Georgsmarienhütte) war ein deutscher Politiker (CDU). Er war erst im Zonenbeirat der britischen Zone und danach sowohl in den Ernannten Landtagen von Hannover und danach von Niedersachsen. Von 1947 bis 1948 und wieder von 1955 bis 1963 war er Abgeordneter im Landtag von Niedersachsen.
Otto besuchte erst die Volksschule und danach ein Gymnasium in Arnsberg in Westfalen. Im Jahr 1923 machte er das Abitur und begann danach als Lehrling bei der Dresdner Bank. Nach dem Ende seiner Lehre arbeitete er sechs Jahre lang in der Industrie, bis er 1928 ein Studium der Rechtswissenschaft in Bonn und Köln aufnahm. Er beendete das Studium 1933 mit dem Referendarexamen, ein Jahr später folgte die Promotion an der Universität zu Köln bei Hans Carl Nipperdey. Anschließend war er für kurze Zeit bei einem Wirtschaftsprüfer tätig. Ab 1936 war er Syndikus bei einer Firma in Osnabrück. Nach dem Zweiten Weltkrieg rückte er 1947 in den Vorstand der Gesellschaft auf. Er war von 1946 bis 1948 Mitglied des Zonenbeirates für die britische Zone und danach bis 1949 Mitglied des Wirtschaftsrates für das Vereinigte Wirtschaftsgebiet.
Otto wurde am 23. August 1946 Mitglied des Ernannten Hannoverschen Landtages, dem er bis zum 29. Oktober 1946 angehörte. Während dieser Zeit war er Vizepräsident des Ernannten Hannoverschen Landtages und Vorsitzender des Ausschusses für Fragen der Arbeitsverwaltung. Vom 9. Dezember 1946 bis zum 28. März 1947 war er Mitglied des Ernannten Niedersächsischen Landtages. Dem gewählten Landtag gehörte er in der ersten Wahlperiode vom 20. April 1947 bis zum 10. März 1948 an. In der dritten und vierten Wahlperiode war er vom 6. Mai 1955 bis zum 5. Mai 1963 erneut Abgeordneter des Landtages von Niedersachsen.